# Las Cumbres
Las Cumbres is een deelgemeente (corregimiento) van Panama-Stad. In 2015 was het inwoneraantal 45.000. 
Het was vroeger de 7e 'stad' van Panama. In 2009 werd corregimiento Las Cumbres opgesplitst en ontstonden twee nieuwe gemeenschappen: Alcalde Díaz en Ernesto Córdoba Campos.